# Деббі Аллен
Деббі Аллен (англ. Debbie Allen; нар.. 16 січня 1950, Х'юстон, Техас, США) — американська акторка, танцівниця, хореографка, режисерка та продюсерка. Член Президентського комітету з мистецтва та гуманітарних наук, лауреатка п'яти премій « Еммі» та «Золотого глобусу».

## Ранні роки
Деббі Аллен народилася 16 січня 1950 року в Х'юстоні, штат Техас, молодшою з чотирьох дітей у сім'ї. Її старшою сестрою є акторка та співачка Філісія Рашад. Аллен була режисеркою і однією із продюсерів популярного ситкому «Шоу Косбі», головну жіночу роль в якому виконувала Філісія Рашад. Закінчила за освітнім ступенем бакалавра університети Говарда та Северной Каролины і незабаром почала виступати на бродвейській сцені.

## Кар'єра

### Акторка
Деббі Аллен найбільш відома за головною роллю в музично-драматичному телесеріалі «Слава», продовженні кінофільму 1980 року « Слава», де вона також знімалася. Роль у серіалі принесла їй премію «Золотий глобус» за найкращу жіночу роль у телевізійному серіалі — комедія чи мюзикл у 1983 році. Аллен 20 разів була номінована на премію «Еммі», вигравши її п'ять разів: у 1983, 1984, 1991 та 2021 (двічі) роках. За свої досягнення на Бродвейській сцені вона була номінована на премію «Тоні», а також виграла нагороду «Драма Деск» у 1980 році. У 1991 році вона була удостоєна власної зірки на Голлівудській «Алеї слави».
На великому екрані Деббі Аллен знялася у фільмах «Слава» (1980), а також його однойменному ремейку 2009 року, «Регтайм» та «Відкритий чек». Також вона працювала в ситкомі «У домі» (1995—1996), а останніми роками була помітна роль докторки Кетрін Ейвері в телесеріалі «Анатомія Грей».

### Продюсерка, режисерка та хореографка
Як режисерка Деббі Аллен працювала у майже 40 телесеріалах та фільмах починаючи з середини 1980-х. Найбільш успішним її проєктом став ситком «Інший світ», який вона продюсувала та зняла майже всі епізоди. Шоу транслювалося з 1987 по 1993 рік і було успішним у рейтингах. Як режисерка вона працювала в таких серіалах як «Сімейні узи», "Принц з Беверлі-Гіллз ", «Квантовий стрибок», «Сутінкова зона», «Анатомія Грей» та багатьох інших. Як хореографка вона насамперед прославилася завдяки постановкам церемоній вручення премій «Оскар» з 63-ї по 67-му церемонії.

## Фільмографія

### Фільми
| Роки     | Назва                                           | Роль                     | Примітки |
| -------- | ----------------------------------------------- | ------------------------ | --- |
| 1979     | Риба, яка врятувала Пітсбург                    | Ола                      | |
| 1980 рік | Слава                                           | Лідія Грант              | |
| 1981 рік | Регтайм                                         | Сара                     | |
| 1986 рік | Джо Джо Танцюрист, життя кличе                  | Мішель                   | |
| 1994 рік | Відкритий чек                                   | Івонна                   | |
| 1995 рік | Поза синхронізацією                             | Манікюрниця              | Режисерка і продюсерка |
| 1997 рік | Амістад                                         |                          | Продюсерка Премія Гільдії продюсерів Америки Visionary Award — Theatrical Motion Picture Номінована — Премія Гільдії продюсерів Америки за найкращий театральний фільм Номінована — Премія «Супутник» за найкращий фільм, драма |
| 2000 рік | Все Джейк                                       | Бібліотекарка            | |
| 2001 рік | Все про тебе                                    | Рут                      | |
| 2001 рік | Картина                                         | Берта Лі Гілмор          | Виконавча продюсерка |
| 2005 рік | Следж: Нерозказана історія                      | Сама / Божество          | |
| 2007 рік | Турнір Мрій                                     | Ронда Діллінз            | |
| 2009 рік | Ефір наступного дня                             | пані Джексон             | |
| 2009 рік | Слава                                           | Директорка Анджела Сіммс | |
| 2013 рік | Зірка для Рози                                  | Роза                     | Продюсерка |
| 2020 рік | Танцювальні мрії: Лускунчик з гарячим шоколадом | Сама                     | |

### Телесеріали
| Рік                      | Назва                                                          | Роль                         | Примітки |
| ------------------------ | -------------------------------------------------------------- | ---------------------------- | --- |
| 1976                     | Хороші часи                                                    | Діана Б'юкенен               | Епізоди: «Наречена Джей Джей: Частина 1» та «Наречена Джей Джей: Частина 2» |
| 1977 рік                 | 3 дівчата 3                                                    | Камео                        | 4 епізоди |
| 1977 рік                 | Найбільше, що ледь не сталося                                  | Джулі Саттон                 | Телевізійний фільм |
| 1979 рік                 | Коріння: наступні покоління                                    | Нан Бранч Хейлі              | Епізод: «Частина VI (1939—1950)» |
| 1979 рік                 | Чорне дерево, слонова кістка та нефрит                         | Клер «Черне дерево» Браянт   | Телевізійний фільм |
| 1982 рік                 | Аліса в палаці                                                 | Червона Королева             | Телевізійний фільм |
| 1979–1983 роки           | Човен кохання                                                  | Селена Мур / Різа Марлоу     | 3 епізоди (1979 (S02,E22); 1983 (S06, E18-E19) |
| 1983 рік                 | Жінки Сан-Квентіна                                             | Керол Фрімен                 | Телевізійний фільм |
| 1983 рік                 | Наживо… І особисто                                             | Камео                        | Спеціальний телевізійний номінантка — Премія Еммі в прайм-тайм за видатне індивідуальне виконання в естрадній або музичній програмі |
| 1984 рік                 | Знаменитість                                                   | Регіна Браун                 | Мінісеріал |
| 1985 рік                 | Мотаун повертається на Аполлон                                 | Камео                        | Спеціальний телевізійний номінантка — Премія Еммі в прайм-тайм за видатну оригінальну музику та тексти |
| 1986 рік                 | Святкування всіх зірок на честь Мартіна Лютера Кінга-молодшого | Камео                        | Спеціальний телевізійний номінантка — Премія Еммі в прайм-тайм за видатне індивідуальне виконання в естрадній або музичній програмі |
| 1982–1987                | Слава                                                          | Лідія Грант                  | регулярна роль, 136 епізодів; продюсерка Премія «Золотий глобус» за найкращу жіночу роль у телесеріалі — комедія або мюзикл (1983) Премія «Еммі» за видатну хореографію (1982—1983)< br>Премія «Золоте яблуко» за жіноче відкриття року (1982) Премія NAACP Image Award за найкращу актрису в драматичному серіалі Номінована — Премія «Золотий глобус» за найкращу жіночу роль у телесеріалі — комедія або мюзикл (1984—1985) Номінація — Премія «Еммі» за найкращу жіночу роль у драматичному телесеріалі (1982—1985) Номінація — Премія «Еммі» за видатну хореографію (1984—1985) |
| 1988 рік                 | Шоу Косбі                                                      | Емма                         | Епізод: «Якщо сукня підходить, одягай її» |
| 1991 рік                 | Квантовий стрибок                                              | Джоанна Чепмен               | Епізод: «Private Dancer — October 6, 1979» |
| 1991 рік                 | Motown 30: Що відбувається!                                    | Камео                        | Спеціальне телебачення Премія «Еммі» за видатну хореографію |
| 1991 рік                 | Неділя в Парижі                                                | Недільна гонитва             | Непроданий телепілот, також виконавчий продюсер |
| 1992 рік                 | 64-та церемонія вручення премії Оскар                          | Камео                        | Спеціальний телевізійний Номінована — Премія «Еммі» за видатну хореографію |
| 1992 рік                 | Топання у Савойї                                               | Естель                       | Телевізійний фільм, також режисер |
| 1988–1993 роки           | Інший світ                                                     | Докторка Ленгорн/Сама        | 122 епізоди, шоураннер і продюсер |
| 1993 рік                 | 65-та церемонія вручення премії Оскар                          | Камео                        | Спеціальний телевізійний Номінована — Премія «Еммі» за видатну хореографію |
| 1995 рік                 | 67-ма церемонія вручення премії Оскар                          | Камео                        | Спеціальний телевізійний NAACP Image Award за видатну хореографію в кіно чи на телебаченні Номінована — Премія «Еммі» за видатну хореографію |
| 1995–1996                | У домі                                                         | Джекі Воррен                 | Серіал звичайний, 26 серій |
| 1996 рік                 | Touched by an Angel                                            | Валері Хілл                  | Епізод: «Гріхи батька» |
| 1997 рік                 | Косбі                                                          | Дебра                        | Епізод: «Ігри на побачення» |
| 1999 рік                 | 71-ша церемонія вручення премії Оскар                          | Камео                        | Спеціальний телевізійний Номінована — Премія «Еммі» за видатну хореографію |
| 1999 рік                 | Майкл Джордан: американський герой                             | Делоріс Джордан              | Телевізійний фільм |
| 2001 рік                 | Старопоселенець                                                | Квіллі                       | Телефільм, також виконавчий продюсер |
| 2003 рік                 | Відділ                                                         | Ванда                        | Епізод: «Зачарований, стурбований і збентежений» |
| 2004 рік                 | Ми всі                                                         | Кейт                         | Епізод: «Батьки просто не розуміють» |
| 2007–2014 роки           | So You Think You Can Dance                                     | Сама себе — запрошений суддя | 21 епізод |
| 2011 рік                 | Грація                                                         | Хелен Грейс                  | Непроданий телепілот, також виконавчий продюсер |
| 2011–дотепер             | Анатомія Грей                                                  | Доктор Кетрін Евері Фокс     | Повторна роль, також виконавчий продюсер Номінована — Нагорода NAACP Image Award за найкращу жіночу роль другого плану в драматичному серіалі (2014) |
| 2013 рік                 | Залишаймося разом                                              | Пума                         | Епізод: «Kita's Got a Gun» |
| 2016 рік                 | Танцювальні мами                                               | Камео                        | Епізоди: «Замінна Еббі» та «Деббі Аллен на допомогу» |
| 2016 рік                 | Незаймана Джейн                                                | Беверлі Флорес               | Епізод: «Розділ сорок третій» |
| 2018 рік                 | Дім Рейвена                                                    | Тітка Морін                  | Епізод: «Змінити або лікувати» |
| 2018 — по теперішній час | S.W.A.T.                                                       | Чаріс Гаррельсон             | Повторювана роль |
| 2020 рік                 | Грейс і Френкі                                                 | Дороті                       | Епізод: «The Short Rib» |
| 2022–2023 роки           | Горда родина: голосніше та гордіше                             | Мірті (голос)                | 2 епізоди |

## Особисте життя
З 1984 року Аллен одружена з баскетболістом Нормом Ніксоном, у шлюбі народила трьох дітей: Вівіан Ніксон — танцівниця і акторка, Нормом Ніксон Молодший — баскетболіст та актор, а також Девон Ніксон — актор.